# Kuliga (rejon rylski)
Kuliga (ros. Кулига) – wieś (ros. деревня, trb. dieriewnia) w zachodniej Rosji, centrum administracyjne sielsowietu bobrowskiego w rejonie rylskim obwodu kurskiego.

## Geografia
Miejscowość położona jest nad rzeką Ryło, 8 km od centrum administracyjnego rejonu (Rylsk), 114 km od Kurska.
W granicach miejscowości znajduje się 76 posesji.

## Demografia
W 2010 r. miejscowość zamieszkiwały 123 osoby.